# Апонса, Серхио
Се́рхио Андре́с Апо́нса Кантоньи́ль (исп. Sergio Andrés Aponzá Cantoñil; род. 28 июля 2005, Кали) — колумбийский футболист, полузащитник клуба «Альянса».

## Клубная карьера
Апонса — воспитанник клуба «Альянса». 6 апреля 2023 года в поединке Кубка Колумбии против «Орсомарсо» Серхио дебютировал за основной состав. 6 октября 2024 года в матче против «Онсе Кальдас» он дебютировал в Кубке Мустанга. 2 ноября в поединке против «Ла Экидад» Серхио забил свой первый гол за «Альянса».

## Международная карьера
В 2025 году в составе молодёжной сборной Колумбии Апонса принял участие в молодёжном чемпионате Южной Америки в Венесуэле. На турнире он сыграл в матче против команды Бразилии.